# Verhnea Jujmanivka, Kozelșciîna
Verhnea Jujmanivka (în ucraineană Верхня Жужманівка) este un sat în comuna Solonîțea din raionul Kozelșciîna, regiunea Poltava, Ucraina.

## Demografie
Componența lingvistică a localității Verhnea Jujmanivka
     Ucraineană (88,41%)
     Rusă (10,14%)
     Belarusă (1,45%)
Conform recensământului din 2001, majoritatea populației localității Verhnea Jujmanivka era vorbitoare de ucraineană (88,41%), existând în minoritate și vorbitori de rusă (10,14%) și belarusă (1,45%).